# Park Kun-ha
Park Kun-ha est un footballeur sud-coréen né le 25 juillet 1971. Il est milieu de terrain.